# Šatovník Wilsonův
Šatovník Wilsonův (Hemignathus wilsoni) je druh šatovníka, který je endemitem ostrova Havaj. Tento středně velký šatovník má mnohem delší horní zobák než spodní, což mu umožňuje využívat podobnou ekologickou niku, jakou v jiných oblastech využívají datlovití, kteří se na Havajských ostrovech nevyskytují. 

## Systematika
Druh formálně popsal Lionel Walter Rothschild v roce 1893. Nerozeznávají se žádné poddruhy. Druhové jméno wilsoni odkazuje k britskému ornitologovi Scottu Barchardovi Wilsonovi (1865–1923).

## Popis

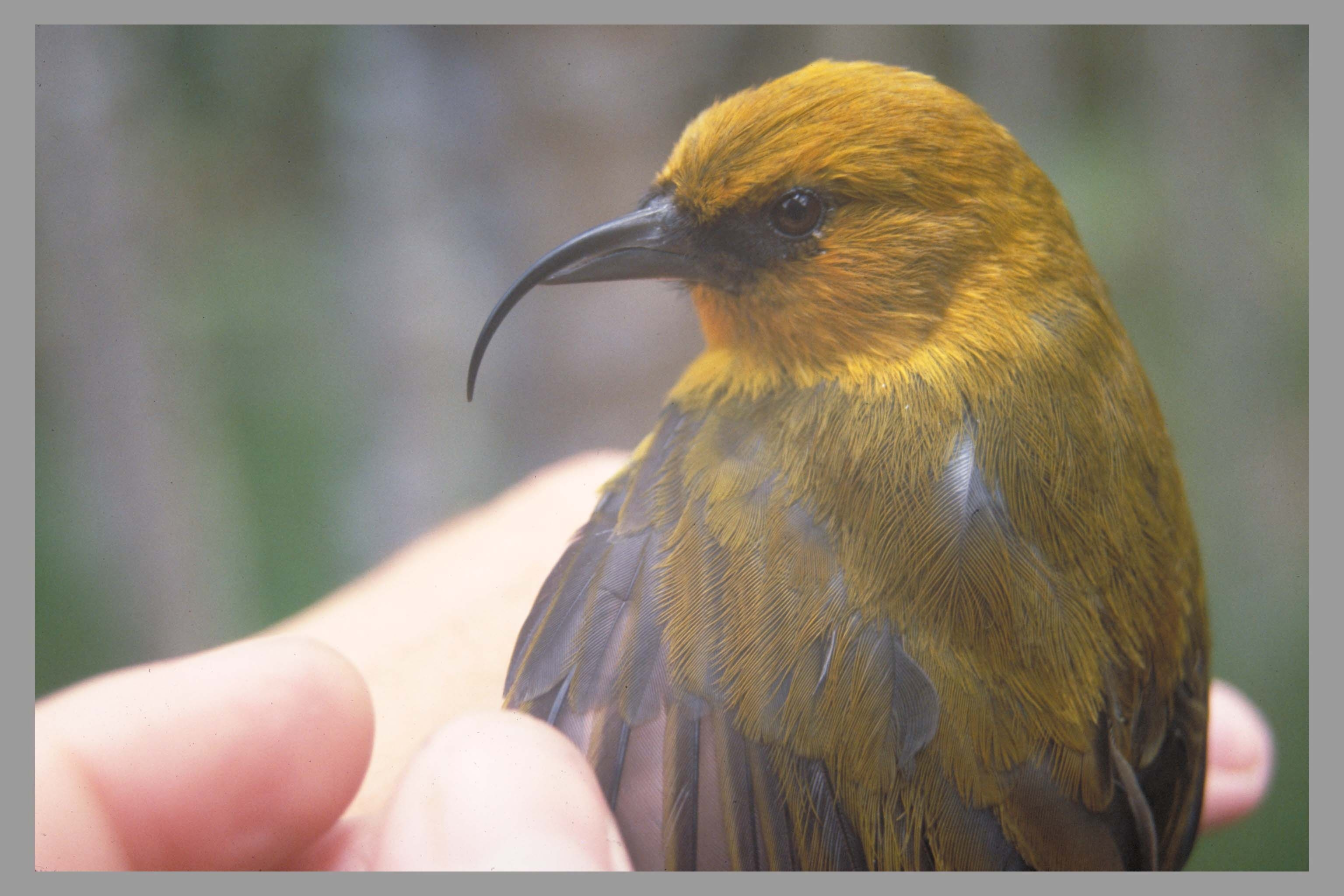
Detail horní části těla

Jedná se o baculatého šatovníka, jehož unikátní zvláštností je silně protažený, dolů stočený horní zobák. Spodní zobák je krátký a silný, podobný datlovitým ptákům. Zatímco horním zobákem propichuje a sonduje, spodním zobákem odsekává dřevo a hloubí díry. Tato morfologická zvláštnost tomuto šatovníku umožňuje využívat ekologickou niku, kterou jinde obývají datlovití, kteří na Havajských ostrovech nejsou přítomní. Šatovník Wilsonův při hledání potravy dokonce vydává zvuk podobný datlům, když tluče svou spodní čelistí o kmen stromu.
Tento středně velký šatovník dosahuje délky těla kolem 14 cm. Samec váží kolem 29 g, samice kolem 26,5 g. Samci mají sytě žlutou hlavu a spodinu, zelenožlutý hřbet a křídla, a černou uzdičku. Samice jsou shora olivové, spodinu mívají šedožlutou až žlutou. Ocas obou pohlaví je šedohnědý.

## Výskyt
Jedná se o endemita ostrova Havaj. Až do 70. let 20. století byl po ostrově hojně rozšířen, avšak pokračující odlesňování, šíření nemocí a invazivní druhy savců způsobily vymizení druhu z většiny ostrovního území. Těžiště výskytu druhu se dnes nachází ve vysokých nadmořských výškách několika lokalit. Kdysi obýval různé habitaty, avšak nově se vyskytuje jen ve starších vlhkých lesích v nadmořské výšce 1300–2100 m n. m. s dominantními dřevinami Acacia koa a železnecem mnohotvarým (Metrosideros polymorpha).

## Biologie

### Hnízdění

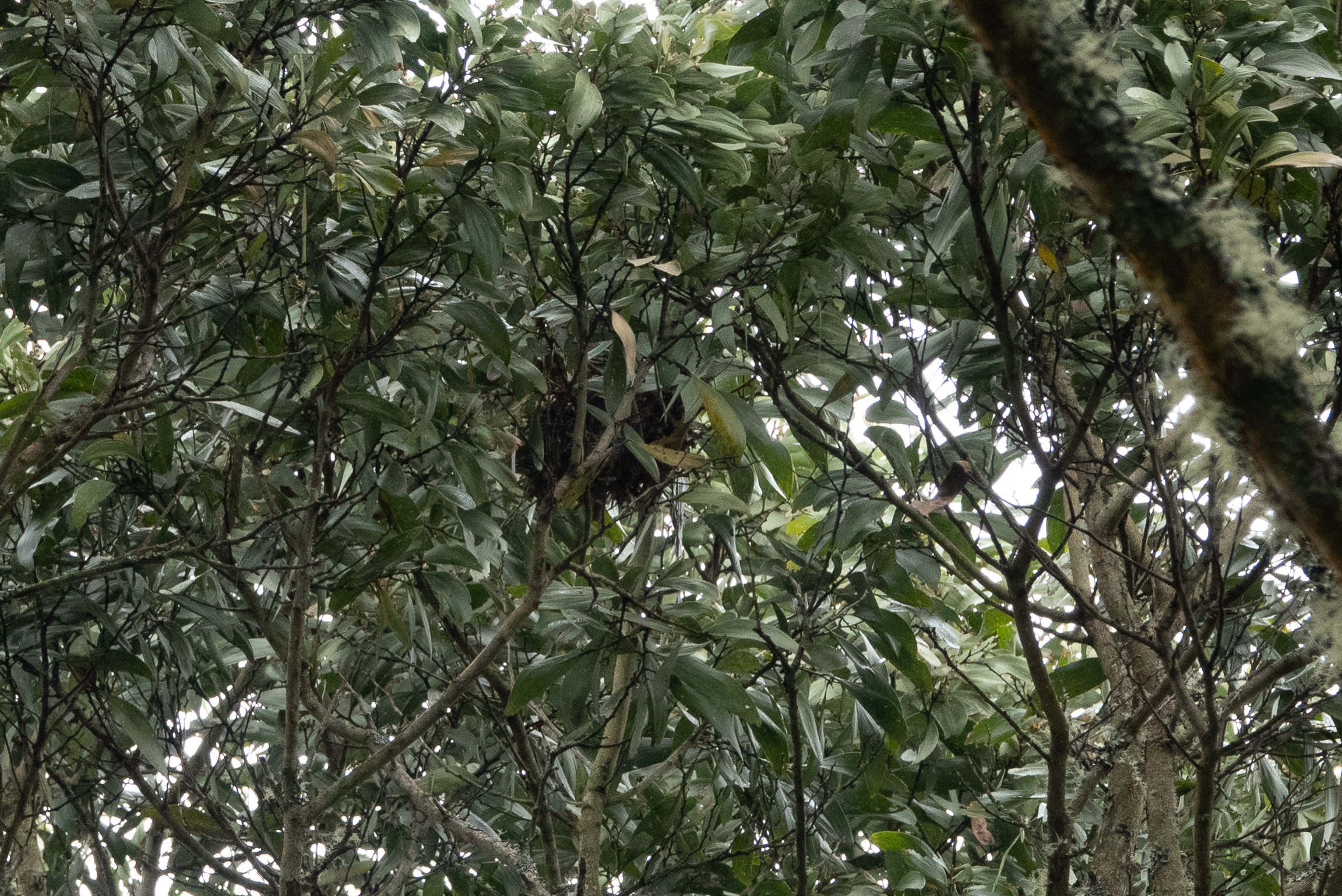
Hnízdo v korunách stromů

K zahnízdění může dojít kdykoliv během roku, nejčastěji začíná od února do dubna a končí v červenci. Vyvádí pouze jednu snůšku za rok s jediným, výjimečně dvěma mláďaty. Někdy zahnízdí pouze jednou za dva roky. Nejčastěji zahnizďuje na železneci mnohotvarém, kde samice vysoko v korunách stromů staví hnízdo převážně z větviček a kůry železnece mnohotvarého a různých částí místní kapradiny Cibotium glaucum. Okraj hnízda utváří kůra železnece, která často vyčnívá nad lem hnízda, což pomáhá s kamufláží vajec. Inkubuje pouze samice, kterou v době sezení krmí samec. Novorozená ptáčata jsou zahřívána samicí, kterou nadále vykrmuje samec, jenž shání potravu i pro svého potomka. K opuštění hnízda dochází ve věku kolem 3 týdnů, avšak ptáče bývá potravně závislé na rodičích další 4–5 měsíců.

### Potrava

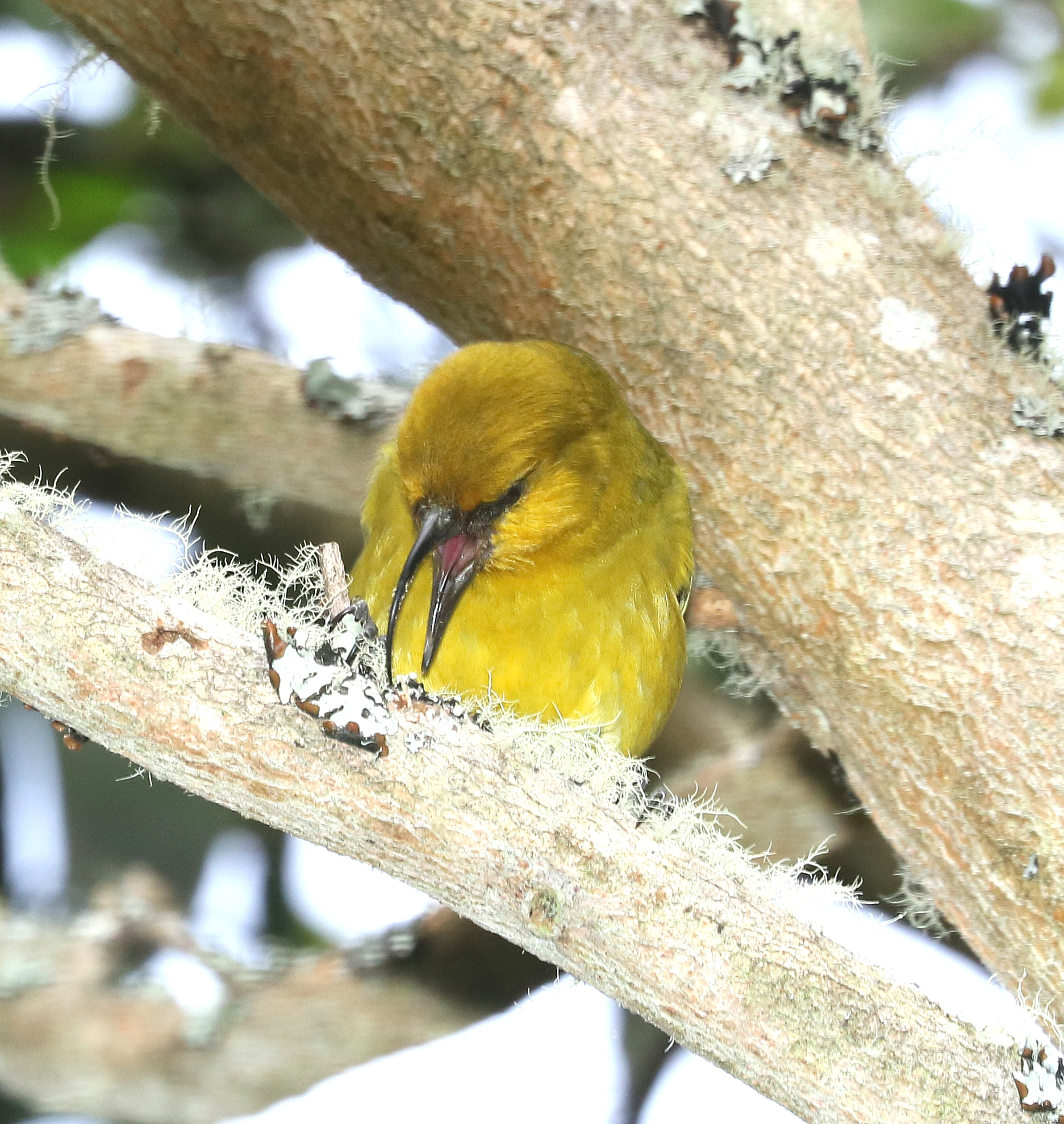
Šatovník Wilsonův při sběru potravy

Živí se převážně hmyzožravě. K nejčastěji pojídané kořisti patří pavouci a larvy motýlů a brouků. Potravu shání tak, že nejdříve proklepává starší tlející dřevo svým dolním zobákem, a jakmile najde kořist, začne dolním zobákem vydlabávat jamku. Jakmile je dost hluboká, aby dosáhla až k potravě, vyškrábne ji svým horním zobákem. Horní zobák využívá i k průzkumu přirozených puklin a škvír. Někdy potravu shání ve smíšených hejnech s příbuznými druhy. Nektar nesaje, avšak pojídá mízu, pro kterou vydlabává jamky v železneci mnohotvarém.

## Ohrožení
Mezinárodní svaz ochrany přírody (IUCN) ve své zprávě o vyhodnocení populace šatovníka Wilsonova o z roku 2022 považoval druh za ohrožený. Primární ohrožení druhu představuje hlavně ztráta přirozeného prostředí, zvláště pak odlesňování místních akácií Acacia koa, predace introdukovanými druhy savců, jako jsou kočky a krysy, a nemoci šířené místními komáry, zejména ptačí malárie (Plasmodium relictum). Šíření malárie způsobuje, že se šatovníci přesouvají do stále větších nadmořských výšek, kam se komáři šířící tuto nemoc zatím nedostanou, avšak s pokračujícím oteplováním Země se dá předpokládat, že komáři začnou stoupat stále výše a habitat šatovníků bude nadále ubývat. Šatovník Wilsonův je zvláště zranitelný i proto, že jeho reprodukční cyklus je jen velmi pomalý.